# Grotte de Linars
La grotte de Linars est une cavité souterraine naturelle contenant des vestiges préhistoriques, principalement de l'Âge du bronze. Elle est située sur la commune de Rocamadour, dans le Quercy (Lot, Occitanie, France).

## Situation et topographie

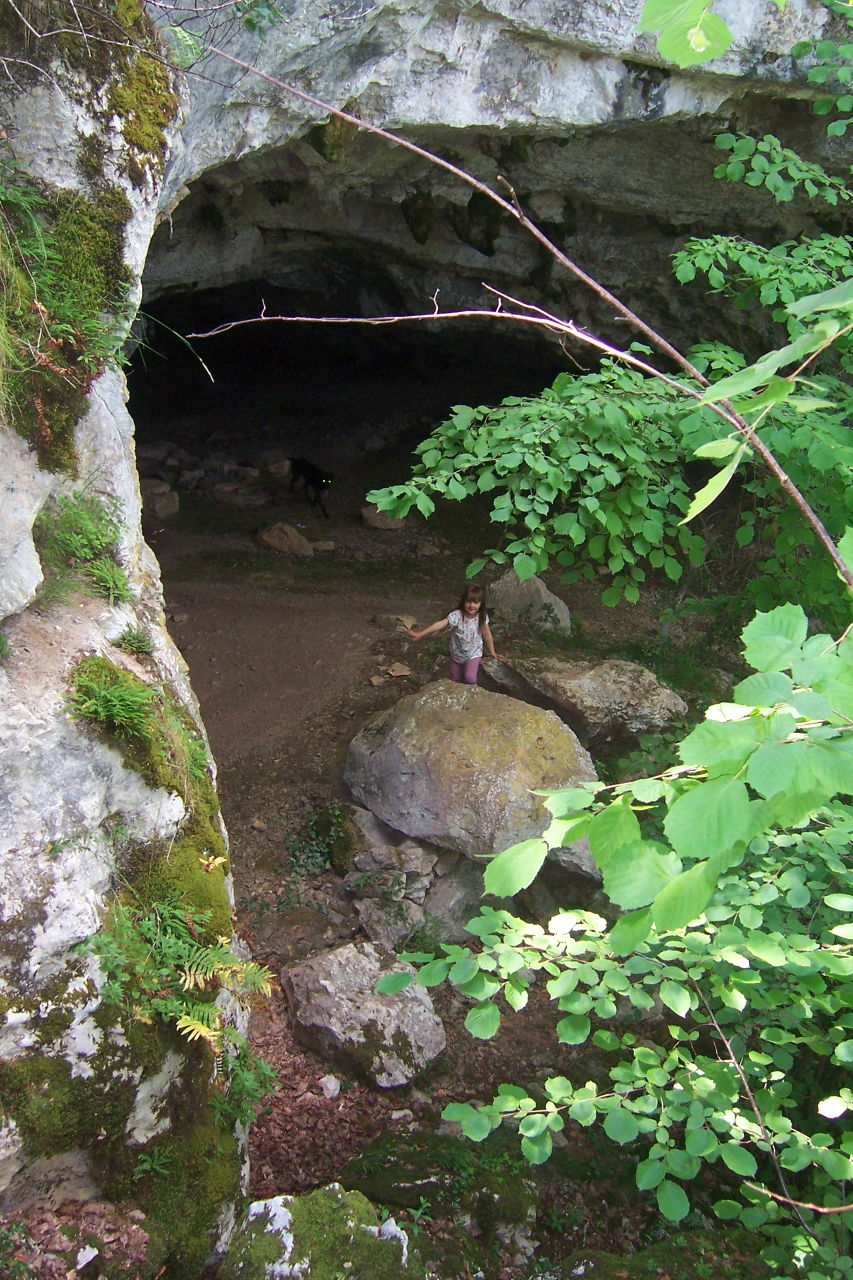
Vue du porche de la grotte depuis le chemin d'accès.

La grotte de Linars se situe en rive gauche de la vallée de l'Alzou, en amont de Rocamadour, 13 mètres sous le bord supérieur du plateau calcaire. La grotte possède un large porche en arc de cercle de 6 mètres de haut et de 14 mètres de large, orienté à l'est, s'ouvrant à l'altitude de 250 mètres.
Sa terrasse surplombe l'Alzou de 107 mètres, mais le porche est invisible du ruisseau.
La vallée encaissée est, dans sa partie supérieure, encadrée par deux falaises de 20 à 40 mètres de hauteur qui sont suivies vers le bas par deux longs talus d’origine cryoclastique, recouverts de végétation. Du plateau, un discret sentier escarpé permet l'accès à la grotte.

## Fouilles archéologiques

### Période de 1910 à 1914
Vers 1910, André Niederlender, âgé de 18 ans et déjà passionné d'archéologie, creuse dans l'entrée de la grotte de Linars avec le propriétaire Zacharie Cayla. Il y découvre une hache en pierre polie, des silex et des tessons de poteries. 
De 1912 à 1914, Amédée Lemozi fouille le porche d'entrée, en liaison avec Armand Viré et en accord avec les propriétaires, Zacharie Cayla et l'abbé Amadieu. Il atteint la base du remplissage post-pléistocène. Il rédige, après 1960, un manuscrit décrivant ces fouilles,. Le matériel archéologique découvert est actuellement conservé au musée de préhistoire de Cabrerets.

### Découvertes et fouilles de 1978

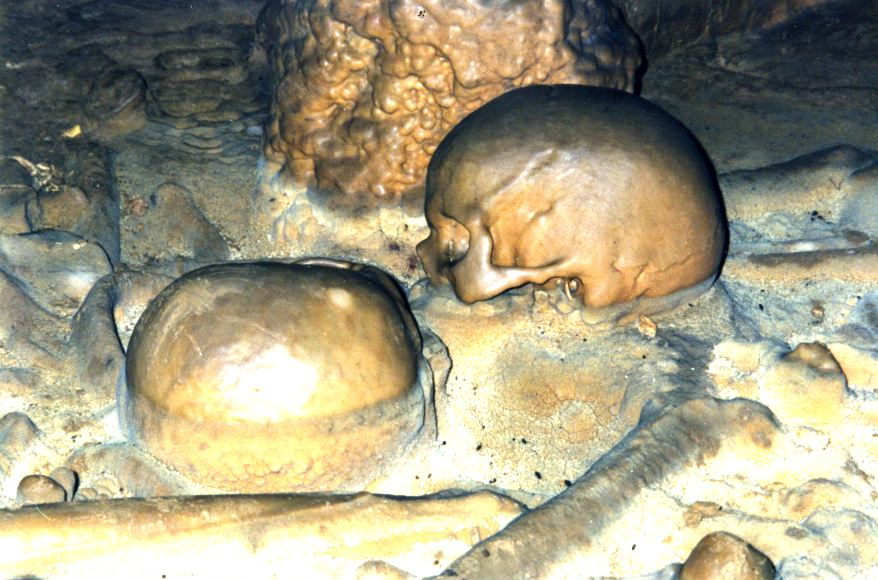
Deux crânes humains pris dans la calcite

En 1978, les spéléologues Clara et Couderc désobstruent un passage bas au fond du grand porche d'entrée et découvrent deux nouvelles salles :
- la première, de 26 mètres de long, est jonchée de poteries ;
- la seconde, de 75 mètres de long, contient des vestiges en abondance : ossements humains, poteries entières, charbons.

Louis Genot, un archéologue, y effectue une visite le 18 mai 1978 et en informe le correspondant départemental des Antiquités préhistoriques Michel Lorblanchet. Une autorisation de fouille de sauvetage est rapidement délivrée le 31 mai 1978. Les travaux débutent le 10 juin 1978 et continueront jusqu'en 1979. Ils sont effectués par MM. Lorblanchet, Hugonie, Clara et Couderc, Canet G. et J., Borel et Lagasquie.

### Étude et datation des vestiges

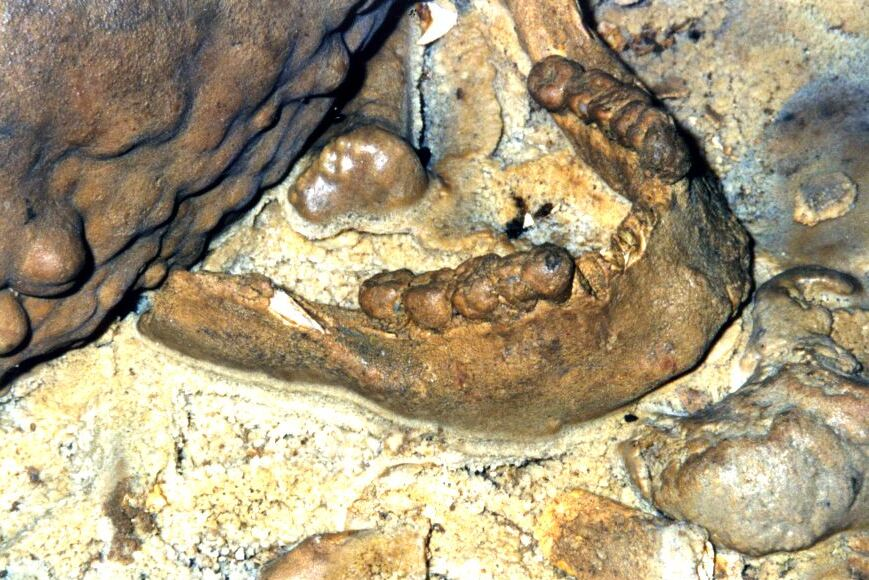
Une mâchoire inférieure humaine prise dans la calcite

En 1990, Michel Lorblanchet et Louis Genot demandent à Marie-Roger Séronie-Vivien d'étudier le matériel archéologique découvert en 1978.
Marina Escola est chargée de l'étude des vestiges humains. Elle rapporte au musée de Cabrerets les trois mille os humains entiers ou cassés, conservés depuis 1980 à la faculté de Lyon. Elle dénombrera 43 individus dont 21 adultes qui ont vécu à l'époque du Bronze final, ce qui localement se situe entre 1050 et 950 av. J.-C.. Les hommes mesuraient entre 1,60 m et 1,70 m, les femmes entre 1,40 m et 1,60 m. Leur état sanitaire semblait satisfaisant et ils ne présentaient pas de traumatisme. Marina Escola a détecté quelques cas d'arthrose au niveau de la colonne vertébrale, des lésions au niveau des phalanges des pieds. 15 à 20 % des adultes avaient des caries dentaires contre 10 à 15 % pour les plus jeunes.

## Occupation humaine

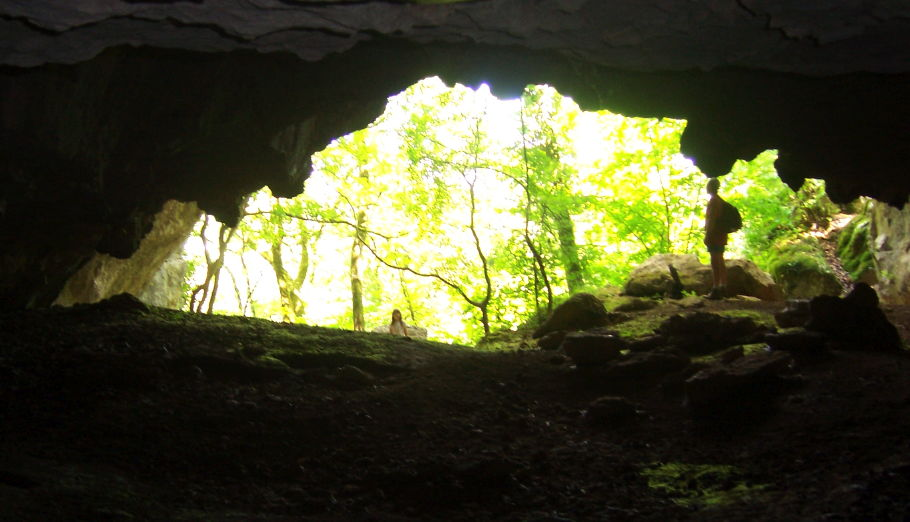
Vue depuis l'intérieur du porche de la grotte

Les hommes de l'Âge du bronze ont vécu sous le porche et ont entreposé leurs défunts dans la grotte attenante. Ensuite, l'accès à la grotte fut oublié. Le porche a servi de refuge et de bergerie jusqu'au XXe siècle.
Par son éloignement, son accès escarpé et invisible du ruisseau et du haut des falaises, l'entrée fut occupée lors de la Révolution française. En 1812, des contrebandiers et conscrits réfractaires y fabriquaient de la fausse monnaie, y imprimaient de faux papiers, y vendaient des armes et de la poudre à canon. Ils avaient le soutien du maire Vidal de Rocamadour et de la population, qui les protégèrent des gendarmes de Gramat.

## Dégradations récentes

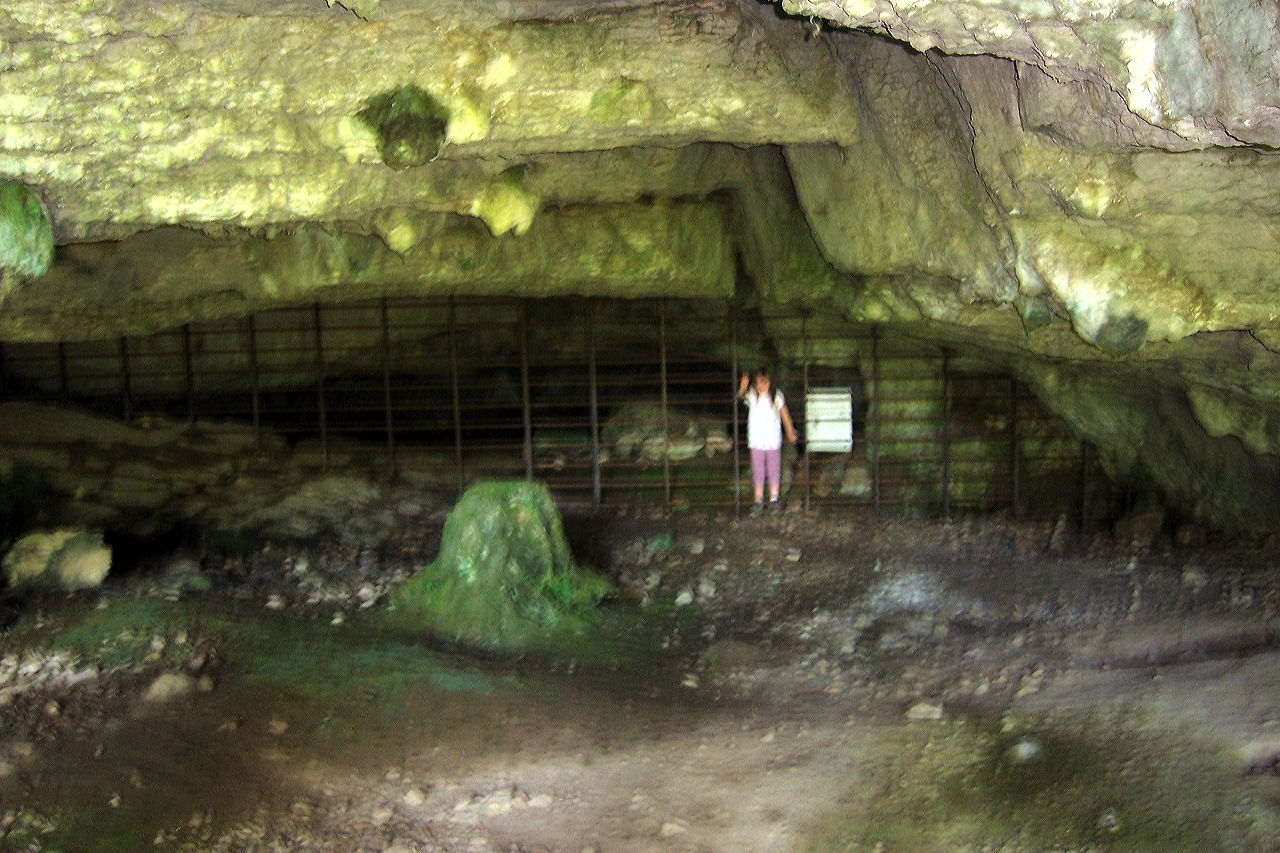
Grille de protection installée en 2003 au fond du porche

Peu de temps après la découverte des salles contenant les ossements humains et les vestiges archéologiques, des objets furent dérobés :
- le 17 août 1978, un petit vase disparait sur le chantier de fouille ;
- le 2 septembre 1978, un deuxième vase est subtilisé ;
- le 6 septembre 1978, une grille de protection est installée ;
- les dégradations se poursuivent, des vases sont à nouveau volés ou cassés, des os humains pris dans la calcite sont brisés dans une tentative d'extraction brutale ;
- le 17 septembre 1979, une plainte est déposée en gendarmerie ;
- le 25 juin 1980, un vase est détaché au burin de la calcite, ainsi que trois autres crânes humains, les archéologues décident alors d'enlever tous les vestiges mobiles ;
- à partir de 1980, la grotte est laissée à l'abandon et les pillages se poursuivent ;
- en 1996, le carroyage de fouille a été arraché et poussé sur le côté, les pilleurs ont continué les fouilles à la pioche[5].
- en 2003, le parc naturel régional des Causses du Quercy pose une nouvelle grille de protection qui met un terme aux fouilles clandestines.